# Municipio de Casco (condado de Allegan)
El municipio de Casco (en inglés: Casco Township) es un municipio ubicado en el condado de Allegan en el estado estadounidense de Míchigan. En el año 2010 tenía una población de 2.823 habitantes y una densidad poblacional de 28,03 personas por km².

## Geografía
El municipio de Casco se encuentra ubicado en las coordenadas 42°27′27.11″N 86°11′50.11″O / 42.4575306, -86.1972528. Según la Oficina del Censo de los Estados Unidos, el municipio tiene una superficie total de 100,7 km² (38,9 mi²), de la cual 100,7 km² (38,9 mi²) corresponden a tierra firme y 0 km² (0 mi²) (0.0%) es agua.

## Demografía
En el 2000 la renta per cápita promedia del hogar era de $45.043, y el ingreso promedio para una familia era de $49.821. El ingreso per cápita para la localidad era de $22.356. En 2000 los hombres tenían un ingreso per cápita de $36.935 contra $27.412 para las mujeres. Alrededor del 8.50% de la población estaba bajo el umbral de pobreza nacional.